# 八木天线

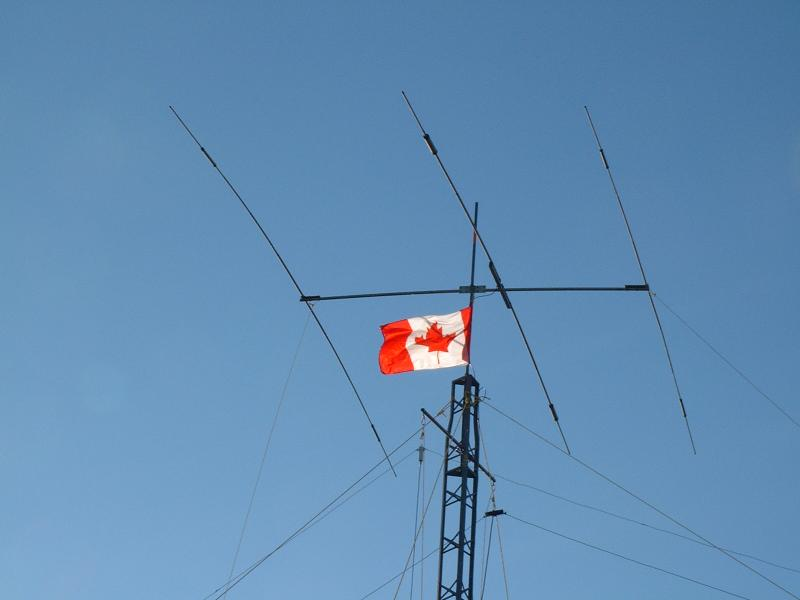
八木天线，从左到右分别是反射器、激励元和引向器

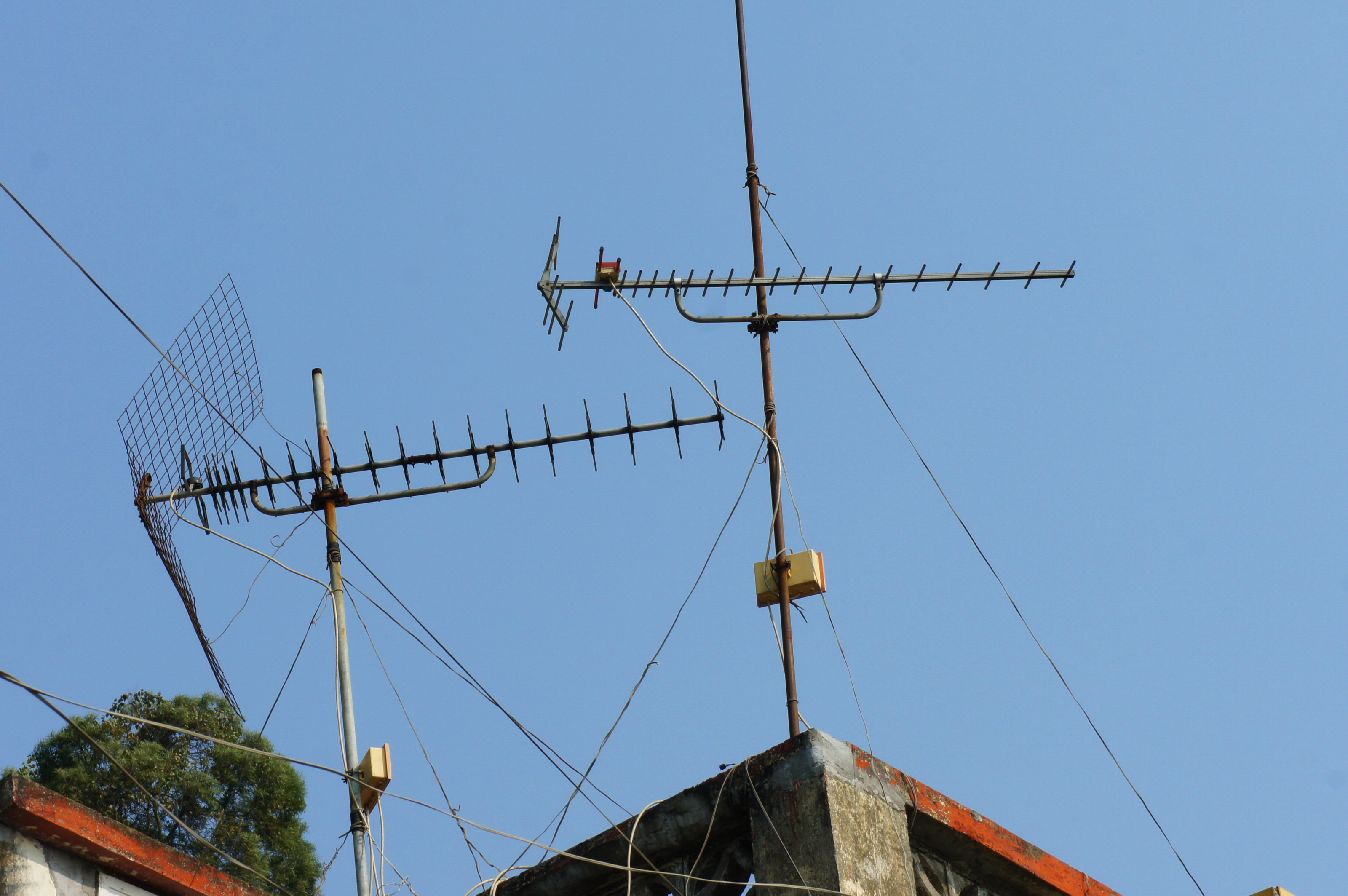
魚骨天線

八木-宇田天线（日语：／ Yagi-Uda Antena */?），也稱為“引向天线”，是一种定向天线。这种天线是1928年由日本天线专家八木秀次和宇田新太郎两人设计的。
用于接收电视信号的魚骨天綫其实也是八木天线一种，因为这种天线往往使用了较多的引向器，所以看起来像是鱼骨而得名。
因为八木天线具有增益高、方向性强、结构简单的优点，它被广泛应用在无线电测向和长距离无线电通信。但是，若使用八木天线以收看，容易受天氣及地形環境所影響，導致電視畫面出現雪花、殘影等的現象。

## 结构
八木宇田天线是基于普通的偶极天线发展而来的。最简单的三单元八木天线由一位于中间的一根长度为半波长的偶极天线（有源振子）和位于偶极前后的引向器和反射器构成。其中引向器的长度为略小于半波长，反射器的长度为略大于半波长，具体长度依据实际使用时的情况而定。反射器与振子、振子与引向器之间的距离为四分之一波长。增加引向器的数量可以增强天线的方向性和增益，但也会降低带宽、增加天线耦合难度。引向器间的距离也为四分之一波长，距离振子越远，引向器应在前一引向器基础上再短一些。也有采用多个有源振子的八木天线。

## 原理
以三单元（单元数为引向器、反射器、振子数目之和）八木天线为例。反射器略长于半波长，因此呈感性，其感应电流滞后于感应电动势90°。振子位于反射器前方四分之一波长处，其感应电动势超前反射器的感应电动势90°，而因为振子谐振，所以振子的电动势同电流同相。因此振子电流超前反射器电流180°，而反射器电流所感应出的磁场落后电流90°，感应磁场在振子上感应的电动势比磁场本身落后90°。最终，反射器在振子上的感应电动势同振子自身的感应电动势同相，二者叠加增强。引向器也依据类似的原理加强了振子的感应电动势。

## 历史
东北帝国大学的宇田新太郎最早设计了这种引向天线，他的导师八木秀次也帮助设计和测试了这种天线。1926年宇田将这篇论文投到了日本的无线电杂志上，但反应不大。1928年八木秀次访问美国时，将宇田的论文翻译成了英文并在电气工程师学会上发表（THE PROCEEDINGS OF THE INSTITUTE OF RADIO ENGINEERS），受到了欧美无线电行业的关注。因为英文论文八木的署名在前，所以这种天线往往被称为八木宇田天线或是简称为八木天线。这之后，八木天线被运用在短波通讯等领域。二次世界大战中，随着无线电技术的迅速发展，八木天线的应用更加广泛，如作为夜间战斗机使用的雷达之一。

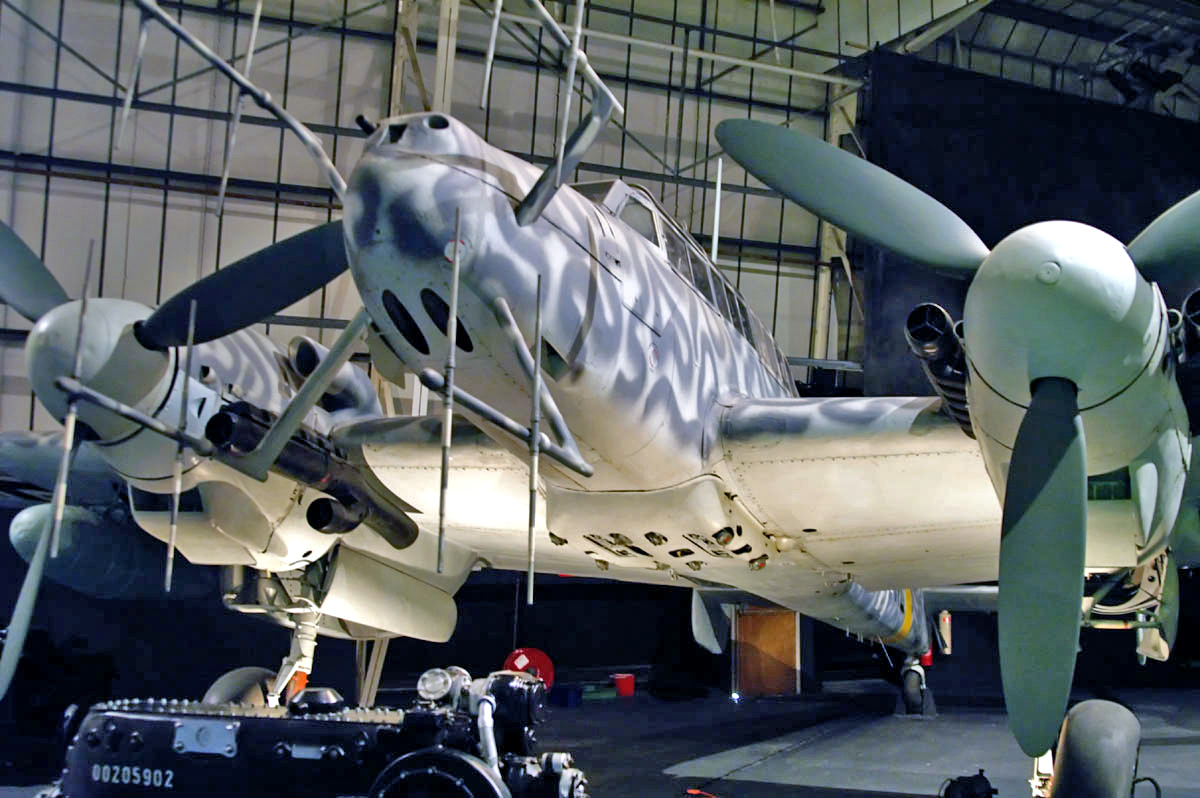
ME110夜战型上的机头雷达

然而在日本国内，八木天线并未得到应有的重视，直到日军在新加坡发现了英军雷达技术人员关于八木天线的记载，他们才意识到其价值。战后，八木天线被各国作为电视传输天线使用。

## 外部連結
- D. Jefferies, "Yagi-Uda antennas". 2004.
- Yagi-Uda Antenna （页面存档备份，存于）. Simple information on basic design, project and measure of Yagi-Uda antenna. 2008
- Yagi-Uda Antennas （页面存档备份，存于） www.antenna-theory.com